# Localització de direcció per alta freqüència

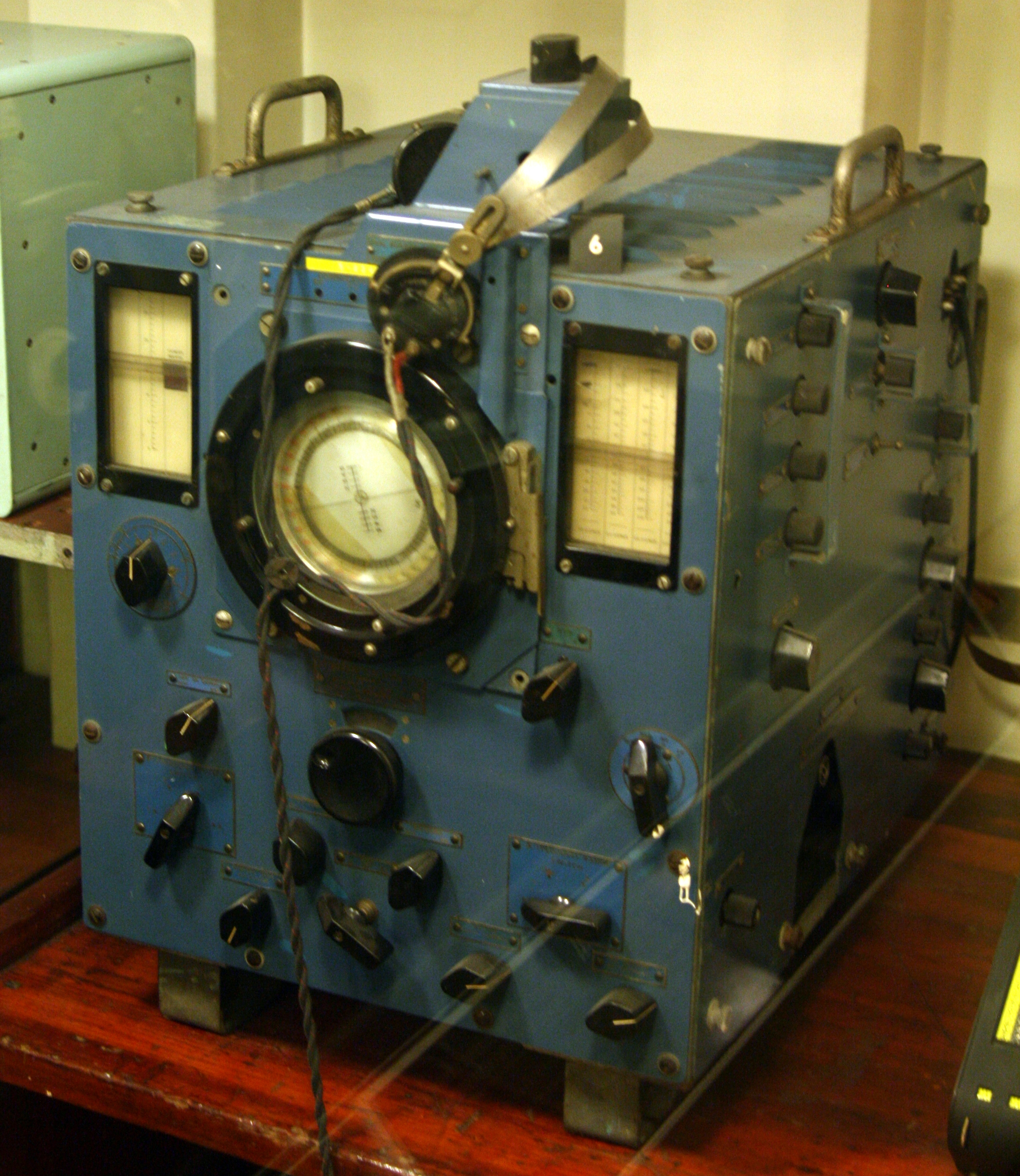
Equip FH4 "Huff-duff" al vaixell museu

El radiogoniometria d'alta freqüència, conegut generalment per la seva abreviatura HF/DF o sobrenom huff-duff, és un tipus de radiogoniòmetre (RDF) introduït a la Segona Guerra Mundial. L'alta freqüència (HF) es refereix a una banda de ràdio que es pot comunicar eficaçment a llargues distàncies; per exemple, entre els submarins i la seva seu a terra. HF/DF s'utilitzava principalment per captar ràdios enemigues mentre transmetien, encara que també s'utilitzava per localitzar avions amics com a ajuda de navegació. La tècnica bàsica es manté en ús fins als nostres dies com una de les disciplines fonamentals de la intel·ligència de senyals, encara que normalment s'incorpora a un conjunt més gran de sistemes de ràdio i radars en lloc de ser un sistema autònom.
Els sistemes anteriors utilitzaven una antena o un solenoide girats mecànicament i un operador que escoltava els pics o nuls del senyal, i que sovint trigaven un temps considerable, de l'ordre d'un minut o més, a determinar el rumb. Els sistemes posteriors van utilitzar un conjunt d'antenes per rebre el mateix senyal en llocs o angles lleugerament diferents, i després van utilitzar aquestes lleugeres diferències en el senyal per mostrar el rumb al transmissor en una pantalla d'oscil·loscopi que feia la mateixa mesura de manera essencialment instantània, i li va permetre agafar senyals fugaços, com els de la flota de submarins.
El sistema va ser desenvolupat inicialment per Robert Watson-Watt a partir de 1926, com a sistema per localitzar els llamps. El seu paper en la intel·ligència no es va desenvolupar fins a finals de la dècada de 1930. A l'inici de la guerra, les unitats HF/DF tenien una gran demanda i hi havia una considerable rivalitat entre serveis implicats en la seva distribució. Un ús primerenc va ser per part del Comandament de Caça de la RAF com a part del sistema de control d'intercepció Dowding, mentre que les unitats terrestres també es van utilitzar àmpliament per recopilar informació perquè l'Almirallat localitzés els submarins. Entre 1942 i 1944, les unitats més petites es van fer àmpliament disponibles i eren elements habituals als vaixells de la Royal Navy. Es calcula que HF/DF va contribuir al 24% de tots els submarins enfonsats durant la guerra.
El concepte bàsic també es coneix amb diversos noms alternatius, com ara Cathode-Ray Direction Finding (CRDF), Twin Path DF, i pel seu inventor, Watson-Watt DF o Adcock/Watson-Watt quan es pren en consideració el tipus d''antena.

## Abans de l'HF/DF
La recerca de la direcció per ràdio era una tècnica àmpliament utilitzada fins i tot abans de la Primera Guerra Mundial, utilitzada tant per a la navegació naval com aèria. El concepte bàsic utilitzava una antena d'espira, en la seva forma més bàsica simplement un bucle circular de cable amb una circumferència decidida pel rang de freqüències dels senyals a detectar. Quan el bucle s'alinea en angle recte amb el senyal, el senyal de les dues meitats del bucle s'anul·la, produint una caiguda sobtada de la sortida coneguda com a "nul".
Els primers sistemes DF utilitzaven una antena d'espira que es podia girar mecànicament. L'operador sintonitzava una emissora de ràdio coneguda i després girava l'antena fins que el senyal desaparegués. Això significava que l'antena estava ara en angle recte amb l'emissora, tot i que podia estar a banda i banda de l'antena. Prenent diverses mesures d'aquest tipus, o utilitzant alguna altra forma d'informació de navegació per eliminar una de les direccions ambigües, es podria determinar el rumb cap a l'emissora.
El 1907, Ettore Bellini i Alessandro Tosi van introduir una millora que va simplificar molt el sistema DF en algunes configuracions. L'antena d'aspira simple es va substituir per dues antenes, disposades en angle recte. La sortida de cadascun s'enviava al seu propi cable en bucle, o com es fa referència en aquest sistema, una "bobina de camp". Dues d'aquestes bobines, una per a cada antena, estan disposades juntes en angle recte. Els senyals de les dues antenes generaven un camp magnètic a l'espai entre les bobines, que era captat per un solenoide giratori, la "bobina de cerca". El senyal màxim es generava quan la bobina de cerca s'alineava amb el camp magnètic de les bobines de camp, que es trobava a l'angle del senyal en relació amb les antenes. Això va eliminar qualsevol necessitat de moviment de les antenes. El buscador de direcció Bellini-Tosi (BT) es va utilitzar àmpliament als vaixells, tot i que els bucles giratoris es van mantenir en ús a les aeronaus, ja que normalment eren més petits.
Tots aquests dispositius trigaven temps a funcionar. Normalment, l'operador de ràdio utilitzaria primer sintonitzadors de ràdio convencionals per trobar el senyal en qüestió, ja sigui utilitzant les antenes DF o en una antena no direccional independent. Un cop sintonitzades, l'operador feia girar les antenes o el goniòmetre buscant pics o nuls en el senyal. Tot i que la ubicació aproximada es podia trobar fent girar el control ràpidament, per obtenir mesures més precises l'operador l'havia de "caçar" amb moviments cada cop més petits. Amb senyals periòdics com el codi Morse, o senyals de difícil recepció, aquest era un procés difícil. Els temps per obtenir un rumb a la font de la senyal de ràdio era habitualment de l'ordre d'un minut.
Alguns treballs sobre l'automatització del sistema BT es van dur a terme just abans de l'inci de la Segona Guerra Mundial, especialment els dels enginyers francesos Maurice Deloraine i Henri Busignies, que treballaven a la divisió francesa de la ITT Corporation dels Estats Units. El seu sistema va motoritzar la bobina de cerca, així com una pantalla de visualització circular, que girava sincronitzada. Un llum de la pantalla de visualització estava lligat a la sortida del goniòmetre i parpellejava sempre que anava en la direcció correcta. En girar ràpidament, unes 120 RPM, els flaixos es van fusionar en un únic punt (errant) que indicava la direcció. L'equip va destruir tot el seu treball a l'oficina francesa i va abandonar França el 1940, just abans que Alemanya envaís, i va continuar el desenvolupament als EUA.
Feia temps que se sabia que els llamps emeten senyals de ràdio. El senyal es distribueix per moltes freqüències, però és particularment fort en l'espectre d'ona llarga, que era una de les freqüències de ràdio primàries per a les comunicacions navals de llarg abast. Robert Watson-Watt havia demostrat que les mesures d'aquests senyals de ràdio es podrien utilitzar per fer un seguiment de les tempestes i proporcionar un avís útil i de llarg abast per als pilots i vaixells. En alguns experiments va ser capaç de detectar tempestes a l'Àfrica, a uns 2.500 kilòmetres de distància.
Tanmateix, els llamps duraven tan poc que els sistemes tradicionals de RDF que utilitzaven antenes d'aspira no podien determinar el rumb abans que desapareguessin. Tot el que es va poder determinar va ser una ubicació mitjana que produís el millor senyal durant un llarg període, incorporant el senyal de molts llamps. El 1916 Watt va proposar que es pogués utilitzar un tub de raigs catòdics (CRT) com a element indicador en lloc de sistemes mecànics, però no tenia la capacitat de provar-ho.
Watt va treballar a la Met Office de la RAF a Aldershot, però el 1924 van decidir tornar la ubicació per utilitzar-la per a la RAF. El juliol de 1924 Watt es va traslladar a un nou lloc a Ditton Park prop de Slough. Aquest lloc ja acollia la unitat de recerca de la Secció de ràdio del National Physical Laboratory (NPL). Watt hi va participar realitzant estudis bàsics sobre la propagació de senyals de ràdio a través de l'atmosfera i estudiava l'ús de mesures de la intensitat de camp en investigacions de camp i de cerca de direcció. el NPL tenia dos dispositius utilitzats en aquests estudis que serien crítics per al desenvolupament de huff-duff, una antena Adcock i un oscil·loscopi modern.
L'antena Adcock és una disposició de quatre pals de monopol que actuen com a dues antenes d'espira virtuals disposades en angle recte. Comparant els senyals rebuts en els dos bucles virtuals, es pot determinar la direcció del senyal mitjançant les tècniques RDF existents. Els investigadors havien instal·lat l'antena el 1919, però l'havien descuidat a favor de dissenys més petits. Es va trobar que aquests tenien un rendiment molt pobre a causa de les característiques elèctriques de la zona de Slough, que dificultava determinar si es rebia un senyal en línia recta o cap avall des del cel. Smith-Rose i Barfield van tornar la seva atenció a l'antena Adcock, que no tenia cap component horitzontal i, per tant, filtrava les "ones celestes". En una sèrie d'experiments de seguiment van poder determinar amb precisió la ubicació dels transmissors a tot el país.
Va ser el desig continuat de Watt de capturar la ubicació dels llamps individuals el que va conduir als avenços principals finals en el sistema bàsic huff-duff. El laboratori havia rebut recentment un oscil·loscopi WE-224 de Bell Labs, que proporcionava una connexió fàcil i tenia un fòsfor de llarga durada. Treballant amb Jock Herd, el 1926 Watt va afegir un amplificador a cadascun als dos braços de l'antena i va enviar aquests senyals als canals X i Y de l'oscil·loscopi. Com s'esperava, el senyal de ràdio va produir un patró a la pantalla que indicava la direcció del cop, i el fòsfor de llarga durada va donar a l'operador temps suficient per mesurar-lo abans que la pantalla s'esvaïs.
Watt i Herd van escriure un extens document sobre el sistema l'any 1926, referint-se a ell com "Un radiogoniòmetre de lectura directa instantània" i afirmant que es podria utilitzar per determinar la direcció de senyals que duren tan sols 0,001 segons. El document descriu el dispositiu en profunditat i explica com es pot utilitzar per millorar la navegació i la recerca de la direcció de la ràdio. Malgrat aquesta demostració pública i les pel·lícules que mostraven que s'utilitzava per localitzar llamps, sembla que el concepte va romandre desconegut fora del Regne Unit. Això va permetre desenvolupar-lo de forma pràctica en secret.
Durant l'emergència per instal·lar els sistemes de radar Chain Home (CH) abans de la batalla d'Anglaterra, les estacions CH es van situar el més lluny possible, al llarg de la costa, per tal de proporcionar el màxim temps d'avís. Això significava que les zones de l'interior de les illes Britàniques no tenien cobertura de radar, sinó que confiaven en el recentment format Royal Observer Corps (ROC) per al seguiment visual d'aquesta zona. Tot i que el ROC va poder proporcionar informació sobre grans incursions, els combatents eren massa petits i massa alts per ser identificats positivament. Com que tot el sistema de control aeri Dowding es basava en la direcció terrestre, es necessitava alguna solució per localitzar els seus propis caces.
La solució convenient a això va ser l'ús d'estacions huff-duff per sintonitzar les ràdios dels caces. Cada Control de Sector, a càrrec d'una selecció d'esquadrons de caces, estava equipat amb un receptor huff-duff, juntament amb altres dues subestacions situades en punts llunyans, a unes 30 milles (48 km) de distància. Aquestes estacions escoltarien les emissions dels caces, compararien els angles per triangular la seva ubicació i després transmetrien aquesta informació a les sales de control. Comparant les posicions de l'enemic informades pel ROC i els caces dels sistemes huff-duff, els comandants de sector podrien dirigir fàcilment els caces per interceptar l'enemic.
Per ajudar en aquest procés, es va instal·lar un sistema conegut com " pip-squeak " en alguns dels caces, almenys dos per secció (amb fins a quatre seccions per esquadró). El Pip-squeaken enviava automàticament un to constant durant 14 segons cada minut, oferint temps suficient perquè els operadors de huff-duff fessin un seguiment del senyal. Tenia l'inconvenient de d'acoblar-se a la ràdio de l'avió mentre emetia el seu senyal DF.
La necessitat de conjunts DF era tan aguda que el Ministeri de l'Aire inicialment no va poder subministrar els números sol·licitats per Hugh Dowding, comandant del Comandament de Caces de la RAF. En les batalles simulades durant el 1938 es va demostrar que el sistema era tan útil que el Ministeri va respondre proporcionant als sistemes Bellini-Tosi la promesa que les versions CRT els substituirien tan aviat com fos possible. Això es podria aconseguir al camp, simplement connectant les antenes existents a un nou conjunt de receptors. L'any 1940 aquests ja estaven al seu lloc en els 29 "sectors" del Comandament de Caça i eren una part important del sistema que va guanyar la batalla.

## Batalla de l'Atlàntic

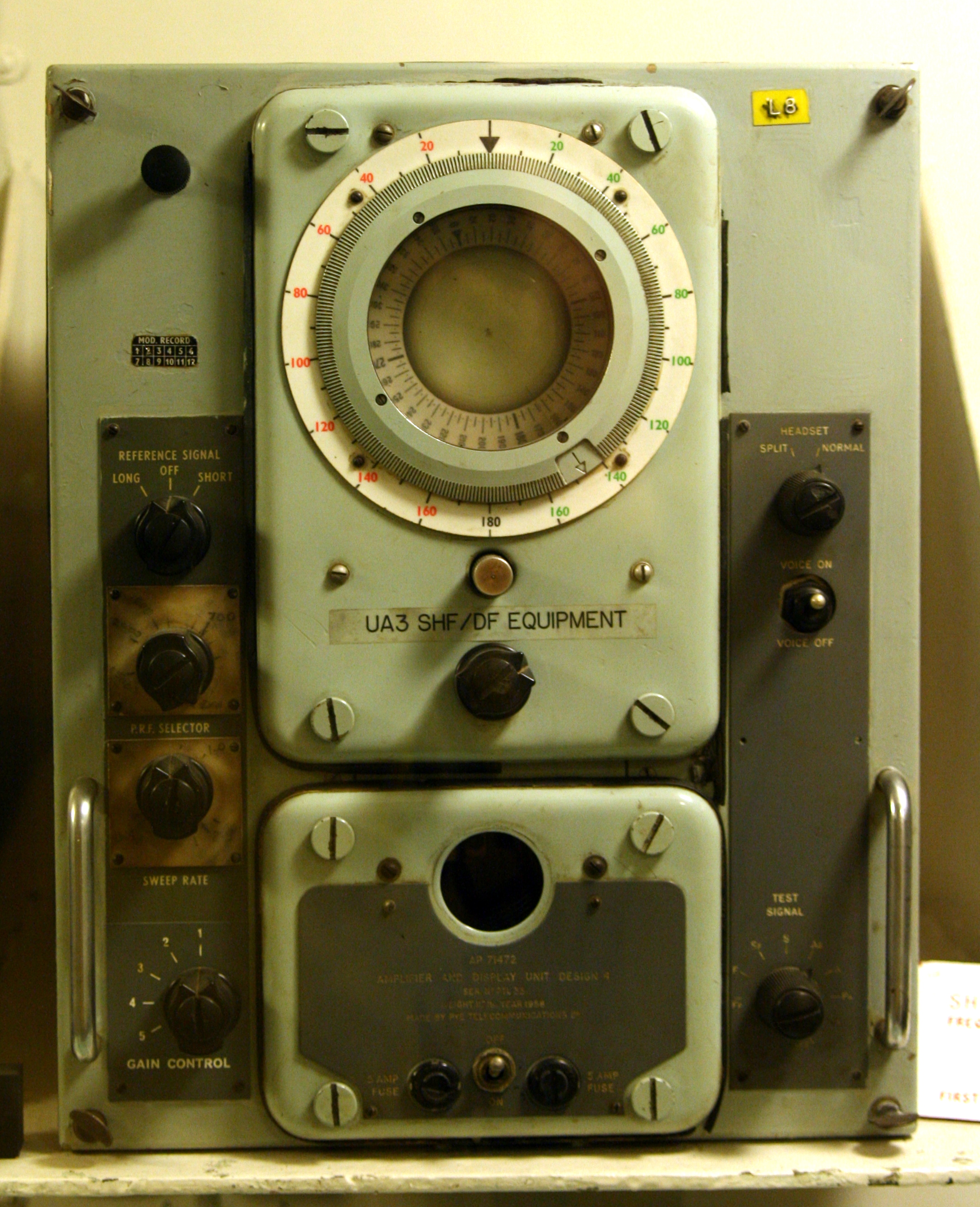
Equip "Super Duff" al vaixell museu. L'indicador circular proporciona una lectura directa del rumb relatiu des del qual es reben els senyals: números vermells per a babord del vaixell, verds per a estribor.

Juntament amb el sonar ("ASDIC"), la intel·ligència per trencar els codis alemanys i el radar, "Huff-Duff" va ser una part valuosa de l'equipació dels Aliats per detectar els submarins alemanys i els atacs comercials durant la Batalla de l'Atlàntic.
La Kriegsmarine sabia que es podrien utilitzar radiogoniometros per localitzar els seus vaixells al mar quan aquests vaixells transmetien missatges. En conseqüència, van desenvolupar un sistema que convertia els missatges de rutina en missatges de curta durada. El " kurzsignale " resultant es codificava amb la màquina Enigma per seguretat i es transmitien ràpidament. Un operador de ràdio experimentat pot trigar uns 20 segons a transmetre un missatge típic.
Al principi, el sistema de detecció del Regne Unit consistia en diverses estacions costaneres a les illes Britàniques i l'Atlàntic Nord, que coordinarien les seves intercepcions per determinar les ubicacions. Les distàncies implicades per localitzar els submarins a l'Atlàntic des de les estacions DF basades en la costa eren tan grans, i la precisió DF era relativament ineficient, de manera que les localitzacions no eren especialment precises. L'any 1944, el Naval Intelligence va desenvolupar una nova estratègia en que es van construir grups localitzats de cinc estacions DF basades en la costa perquè es poguessin fer una mitjana dels rumbs que localitzava cadascuna de les cinc estacions per obtenir una orientació més fiable. Quatre d'aquests grups es van crear a Gran Bretanya: a Ford End a Essex, Anstruther a Fife, Bower a les Highlands escoceses i Goonhavern a Cornualla. Es pretenia que altres grups es constituïssin a Islàndia, Nova Escòcia i Jamaica. Es va trobar que el mètode de fer la mitjana simple era ineficaç i més tard es van utilitzar mètodes estadístics. També es va demanar als operadors que graduessin la fiabilitat de les seves lectures de manera que les pobres i variables tinguessin menys pes que les que semblaven estables i ben definides. Diversos d'aquests grups de DF van continuar durant la dècada de 1970 com a part de la Composite Signals Organization.
Els sistemes terrestres es van utilitzar perquè hi havia problemes tècnics greus operant als vaixells, principalment a causa dels efectes de la superestructura sobre el front d'ona dels senyals de ràdio que arribaven. No obstant això, aquests problemes van ser superats sota el lideratge tècnic de l'enginyer polonès Wacław Struszyński, que treballava a l'Establiment de senyals de l'Almirallat. A mesura que els vaixells estaven equipats, es va dur a terme una sèrie de mesuraments complexos per determinar aquests efectes, i es van subministrar targetes als operadors per mostrar les correccions requerides a diverses freqüències. El 1942, la disponibilitat de tubs de raigs catòdics va millorar i ja no era un límit en el nombre de conjunts de huff-duff que es podien produir. Al mateix temps, es van introduir equips millorats que incloïen una sintonització contínua impulsada per motor, per escanejar les freqüències probables i fer sonar una alarma automàtica quan es detectés qualsevol transmissió. Aleshores, els operadors podien ajustar ràpidament el senyal abans que desaparegués. Aquests equips es van instal·lar en els vaixells escortes de combois, cosa que els va permetre localitzarr els submarins que transmetien des de l'horitzó, més enllà del rang del radar. Això va permetre que els vaixells i aeronaus dels equip "Huter-Killer" s'enviessin a gran velocitat en direcció a l'U-boat, que es podia localitzar per radar si encara es trobava a la superfície o ASDIC si estava submergit.
Des de l'agost de 1944, Alemanya estava treballant en el sistema Kurier, que transmetria un kurzsignale sencer en una ràfega no superior a 454. mil·lisegons, massa curts per ser localitzats o interceptats per al desxifrat, però el sistema no havia entrat en funcionament al final de la guerra.

## Descripció

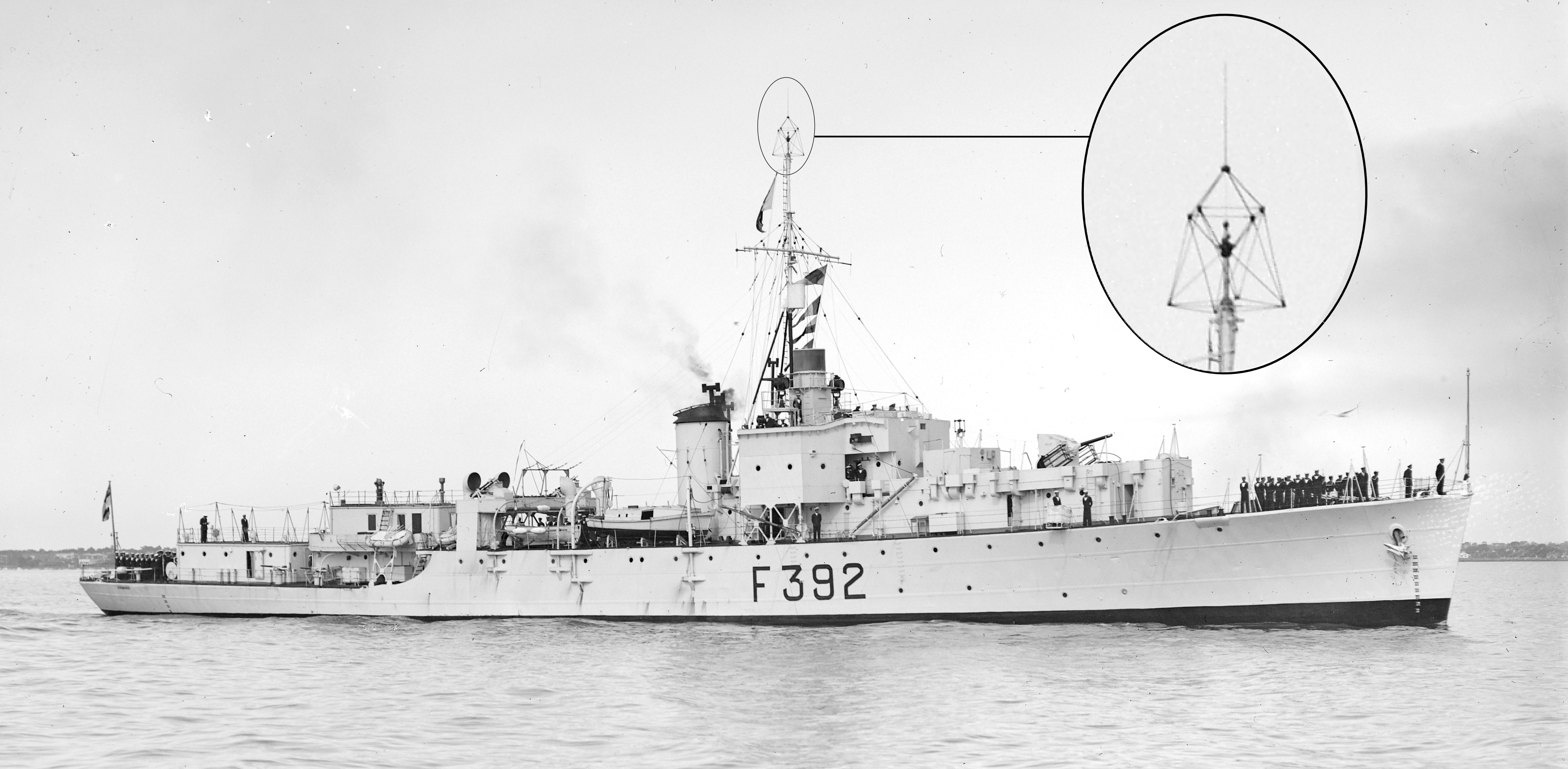
Antena Huff-Duff (ampliada) en una fragata pakistanesa. Observeu la disposició de les quatre antenes verticals, que formen dos bucles.

El concepte bàsic del sistema huff-duff és enviar el senyal de dues antenes als canals X i Y d'un oscil·loscopi. Normalment, el canal Y representaria nord/sud per a les estacions terrestres o, en el cas del vaixell, s'alinearà amb el rumb del vaixell proa/popa. Per tant, el canal X representa l'est/oest o bé babord/estribord.
La desviació del punt a la pantalla de l'oscil·loscopi és una indicació directa de la fase instantània i la força del senyal de ràdio. Com que els senyals de ràdio consisteixen en ones, el senyal varia en fase a una velocitat molt ràpida. Si es considera el senyal rebut en un canal, per exemple Y, el punt es mourà cap amunt i cap avall, tan ràpidament que semblaria una línia vertical recta, que s'estén a distàncies iguals des del centre de la pantalla. Quan s'afegeix el segon canal, sintonitzat amb el mateix senyal, el punt es mourà en les direccions X i Y alhora, fent que la línia es torni diagonal. Tanmateix, el senyal de ràdio té una longitud d'ona finita, de manera que a mesura que viatja pels bucles de l'antena, la fase relativa que es troba amb cada part de l'antena canvia. Això fa que la línia es desviï en una el·lipse o corba de Lissajous, depenent de les fases relatives. La corba es gira de manera que el seu eix principal es troba al llarg del rodament del senyal. En el cas d'un senyal cap al nord-est, el resultat seria una el·lipse al llarg de la línia de 45/225 graus de la pantalla. Atès que la fase està canviant mentre la pantalla està dibuixant, la forma mostrada resultant inclou un "desenfocament" que calia tenir en compte.
Això deixa el problema de determinar si el senyal és al nord-est o al sud-oest, ja que l'el·lipse és igual de llarga a ambdós costats del punt central de la pantalla. Per resoldre aquest problema, es va afegir una antena separada, anomenada "antena sensorial", a aquest equip. Es tractava d'una antena omnidireccional situada a una distància fixa dels bucles a aproximadament 1/2 de longitud d'ona de distància. Quan es barrejava aquest senyal, el senyal de fase oposada d'aquesta antena suprimiria fortament el senyal quan la fase està en la direcció de l'antena sensorial. Aquest senyal s'enviava al canal més brillant, o eix Z, de l'oscil·loscopi, fent que a la pantalla desaparegués el senyal quan els senyals estaven fora de fase. En connectar l'antena sensorial a un dels bucles, per exemple, el canal nord/sud, la pantalla es suprimiria fortament quan estigués a la meitat inferior de la pantalla, indicant que el senyal es troba en algun lloc al nord. En aquest punt l'únic rumb possible és el nord-est.
Els senyals que reben les antenes són molt petits i d'alta freqüència, de manera que primer s'amplifiquen individualment en dos receptors de ràdio idèntics. Això requereix que els dos receptors estiguin extremadament ben equilibrats perquè un no amplifi més que l'altre i, per tant, canviï el senyal de sortida. Per exemple, si l'amplificador de l'antena nord/sud té una mica més de guany, el punt no es mourà per la línia de 45 graus, sinó potser per la línia de 30 graus. Per equilibrar els dos amplificadors, la majoria de les configuracions incloïen un "bucle de prova" que generava un senyal de prova direccional conegut.
Per als sistemes a bord, la superestructura del vaixell presentava una greu causa d'interferència, sobretot en fase, ja que els senyals es movien al voltant de les diferents obstruccions metàl·liques. Per solucionar-ho, el vaixell es va fondejar mentre un segon vaixell emetia un senyal de prova des d'aproximadament una milla de distància, i els senyals resultants es van registrar en un full de calibratge. Aleshores, el vaixell de difusió es traslladaria a un altre lloc i es repetiria el calibratge. El calibratge era diferent per a diferents longituds d'ona i direccions; la construcció d'un conjunt complet de fulls per a cada vaixell requeria un treball important.
Les unitats navals, sobretot el conjunt comú HF4, incloïen una placa de plàstic giratòria amb una línia, el "cursor", que s'utilitzava per ajudar a mesurar l'angle. Això podria ser difícil si les puntes de l'el·lipse no arribessin a la vora de la pantalla o s'anessin. En alinear el cursor amb els pics a cada extrem, això es va fer senzill. Les marques hash a banda i banda del cursor permetien mesurar l'amplada de la pantalla i s'utilitzen per determinar la quantitat de desenfocament.